# Plickers

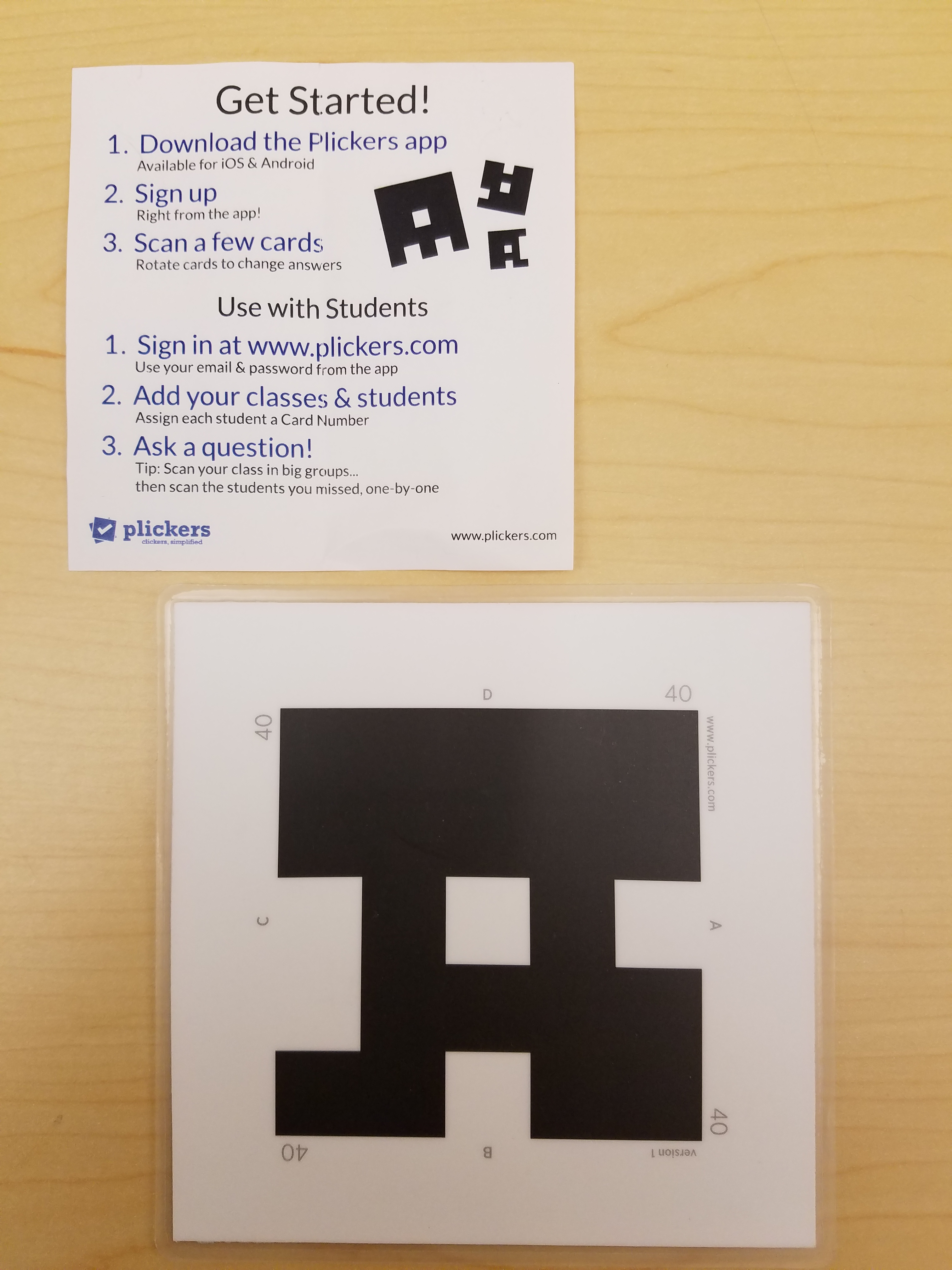
Codi QR que utilitza la plataforma Plickers per donar les respostes.

Plickers és una eina gratuïta de realitat augmentada per a dispositius Android i iOS que permet realitzar tests i preguntes als estudiants per part d'un professor d'una manera senzilla, dinàmica i atractiva i obtenir en temps real les respostes, veient qui ha contestat bé i qui no. Els resultats que proporciona són percentatges i ponderacions, per tant, qualificacions, que ajuden a comprovar el nivell d'aprenentatge dels estudiants.
És un joc lliure inspirat en l'Aprenentatge basat en el joc, com a tecnologia educativa. L'empresa va ser fundada per Nolan Amy l'any 2011 i el llançament públic de Plickers es va produir l'any 2013 als Estats Units.

## Objectiu
L'objectiu principal del Plickers és proporcionar a professors i alumnes una plataforma útil, senzilla i accessible que els permeti aprendre jugant. Està basat en el concepte de ludificació de l'aprenenentatge i es regeix per dinàmiques de joc.

## Característiques
Aquesta aplicació s'engloba dins de l'aprenentatge mòbil electrònic (M-learning en anglès) i de la ludificació (sovint coneguda com a gamificació), permetent a l'alumnat aprendre per mitjà del joc, però fora del context lúdic. La idea és que l'alumnat aprengui jugant dins de l'aula per tal que l'experiència d'aprenentatge sigui més motivadora i dinàmica.

## Funcionament
El principal avantatge de l'ús d'aquesta eina és que no necessita que cada estudiant tingui un dispositiu electrònic (ordinador, mòbil, tauleta, etc.), sinó que només el docent ha de disposar d'un smartphone o tauleta per recollir les respostes que els estudiants proporcionen mitjançant targetes que contenen un codi QR que identifica l'alumne i la resposta que aquesta ha donat a cada pregunta.
Per a utilitzar Plickers cal que el professor es registri al web. Un cop registrat, podrà crear preguntes d'opció múltiple adaptant-les a les necessitats específiques dels seus alumnes i grups. També cal que el professor descarregui l'aplicació gratuïta per Android o iOS, que necessitarà per recopilar les respostes dels estudiants.
Les targetes poden ser impreses des del web de Plickers o es poden comprar a Amazon.
Per contestar les preguntes plantejades els estudiants han d'usar aquesta targeta que prèviament el professor ha associat a cada alumne. Segons la resposta que l'alumne vulgui donar (A,B,C o D) han de girar la targeta d'una forma o altra.
Una vegada els alumnes aixequen les targetes orientades segons la resposta que volen donar, el professor enfoca amb el seu mòbil o tauleta i en uns pocs segons el sistema reconeix la resposta que cada alumne ha donat, transferint la informació en temps real a un gràfic que es pot veure a l'ordinador de l'aula connectat a un projector.

## Eines per al professorat
L'ús més corrent de Plickers és a l'avaluació formativa, per controlar el progrés de cada estudiant respecte l'assoliment dels objectius d'aprenentatge, identificar fortaleses i debilitats, identificar àrees on els estudiants es beneficien de més d'un tipus d'ensenyament, entre d'altres. Els usuaris amb més experiència també integren Plickers al seu currículum per introduir nous temes, augmentar la conservació dels nous conceptes, fer revisions prèvies als exàmens, crear aules d'intercanvi al voltant del món, fer enquestes d'opinió, aplegar idees, facilitar la discussió o per premiar els alumnes. La majoria d'usuaris de Plickers són estudiants i mestres de l'escola primària i secundària, amb un ús creixent a les universitats.